# Korobkin (Kałmucja)
Korobkin (ros. Коробкин) – osiedle w Rosji, w Kałmucji, w rejonie sarpińskim. W 2010 liczyło 347 mieszkańców.